# Miss Mona
Miss Mona és una pel·lícula francesa de Mehdi Charef estrenada el 1987.

## Sinopsi
Samir, un jove immigrant magrebí en situació irregular a França, acaba de perdre el treball en negre que li assegurava la subsistència. Se li acosta «la senyoreta Mona», una vella travesti que viu en un remolc amb el seu pare, també travesti i ara senil, i que es guanya la vida dibuixant cartes i practicant el proxenetisme i petites estafes (ell mateix es nega a prostituir-se). El seu objectiu és recaptar prou diners per operar-se i convertir-se en dona. En Samir, per la seva banda, li agradaria tenir papers falsos. Per consell de la Mona, Samir comença a prostituir-se...

## Repartiment
- Jean Carmet : Miss Mona, la vella travesti
- Ben Smaïl: Samir
- Albert Klein: el pare de la Mona
- Albert Delpy: Jean
- Michel Peyrelon: el tatuador
- Hélène Duc: mare de la Mona
- Daniel Schad: Manu
- André Chaumeau: Gilbert
- Francis Frappat: L'organitzador del club de cites
- Philippe de Brugada: El cap del peep show
- Yvette Petit: Etienne
- Maximilien Decroux: El mim
- Pierre Large: els discapacitats
- Cyril Spiga: Adrian
- Sylvain Lévignac: El cap del taller
- Alain Frérot: El receptor
- Didier Saada: Un client de la Mona
- Roch Leibovici: La jove prostituta
- Alain Serve: Un policia de paisà
- Thierry de Droidcourt: Un policia encobert

Els herois de la pel·lícula Le Thé au harem d'Archimède intervenen en una escena:
- Rémi Martin: Pat
- Kader Boukhanef: Majid

## Reconeixements
- Jean Carmet va ser nominat als César pel seu paper (nominació a César al millor actor de l'any 1988).
- El 2010, durant una carta blanca que li va concedir el Étrange Festival de París, Alejandro Jodorowsky va programar la pel·lícula